# TV Burbach 1876
TV Burbach 1876 is een Duitse sportvereniging uit Burbach, een stadsdeel van Saarbrücken, Saarland.
De club werd op 24 november 1876 opgericht als turnclub. In 1881 werd de club lid van de Deutsche Turnerschaft. Onder politieke druk werden alle sportclubs in Burbach in 1938 verenigd onder de noemer TSG Burbach. Na de Tweede Wereldoorlog werden de clubs in Duitsland ontbonden en ontstonden er nieuwe clubs. In 1950 werd TV Burbach heropgericht. Handbal was dit jaar ook een van de nieuwe sporten. In 1976 kwamen tafeltennis en volleybal erbij, in 1996 basketbal en in 1998 trampolinespringen.

## Voetbal
In 1905 kreeg de club ook een voetbalafdeling. De eerste wedstrijd van de club werd met 5-0 van TV Malstatt gewonnen. In 1909 sloot de club zich bij de Zuid-Duitse voetbalbond aan. In het eerste seizoen streed de club al om de titel met Moselland Trier (een voorganger van Eintracht Trier. In 1911 werd de club kampioen en promoveerde zo naar de B-Klasse. Daar volgden twee 2de plaatsen alvorens de Eerste Wereldoorlog de competitie stillegde.
De club promoveerde in 1920 naar de hoogste klasse van de Saarcompetitie en eindigde als derde achter Borussia VfB Neunkirchen en SC Saar 05 Saarbrücken. Na dit seizoen werd de competitie ontbonden en ging op in de nieuwe Rijnhessen-Saarcompetitie, die aanvankelijk uit vier reeksen bestond en over twee seizoenen teruggebracht werd naar één reeks. De club werd nu tweede achter Neunkirchen. Het volgende seizoen werd de club zevende en degradeerde.
De Deutsche Turnerschaft besliste in 1924 dat voetbalafdelingen onafhankelijk moesten zijn van turnclubs waardoor de voetbalafdeling zelfstandig werd onder de naam Sportfreunde 05 Saarbrücken.